# 群青 (漫画)
『群青』（ぐんじょう）は、原作：坂本虹、作画：桐原いづみによる日本の漫画。『月刊ビッグガンガン』（スクウェア・エニックス）にて2011年Vol.01から2014年Vol.8まで連載された。単行本は全5巻が刊行されている。

## 登場人物

### 音無女学館高校
音無女学館高校（おとなしじょがくかんこうこう）は、神奈川県鎌倉市極楽寺にある女子校で、自由な校風と種類は少ないが強豪揃いの部活動で知られる。田鶴子（後述）によると、入学するのは高校生活を遊んで過ごしたい人、習い事や芸能活動など学外での活動を重視している人、部活ひとすじな人の3種類の生徒が多く、新設の部に入ろうという者は普通の高校よりもさらに少数らしい。
蓬原 道（よもぎはら みち）
主人公。1年A組。10年前に都大路で宇賀神を見てその走りに憧れる。その後ケニアで暮らしていたが、宇賀神が音無女学館にいることを知って駅伝をするために帰国・入学した。寮で生活している。音無女学館に陸上部がないことは知らなかった。駅伝部を作ろうとして彼女に顧問を頼むが拒絶される。その後彼女の過去を知って悩むが再び気持ちをぶつけ、一週間以内に部員を5人揃えられなければ今後一切駅伝の話をしないという条件を出される。
宇賀神 尚見（うがじん なおみ）
音無女学館高校の教師。高校1年生の時、全国高等学校駅伝競走大会の最終第5区を走り区間新記録をマークする。翌年、道が見た同大会で同じ区間を走り、区間記録を更新するが、その大会の直後に交通事故に遭い左足を切断。それ以来陸上競技と完全に縁を切っていた。義足を着けて生活しているが、ほとんどの人が気づかないほど自然に歩くことができる。
藍田 里央（あいだ りお）
1年A組。10年前、道と同じ場所で宇賀神の走りを見ていた。江ノ島中学出身。全国中学校バスケットボール大会得点王で特待生として入学し、強豪である音無のバスケ部でもすぐにスタメンに選ばれた。新開亜美（後述）とは幼馴染で親友だったが、中学で亜美が陸上部に入って以来距離ができている。家は旅館の富士海屋（ふじみや）。
新開 亜美（しんかい あみ）
1年生。幼い頃に里央の家である旅館の隣に引っ越してきた。江ノ島中学出身。いつもヘッドフォンを身につけている。中学から陸上を始め、人一倍努力して1年生で全国中学校駅伝大会の選手となる。しかし、2年生の時にある理由で駅伝にトラウマを抱き陸上部を辞めてしまう。
高瀬 田鶴子（たかせ たづこ）
1年B組。眼鏡に三つ編みの少女。青春に憧れていて、中学入学時は部活勧誘目的の上級生たちが集まる通称・新歓ロードを何度も往復したが、一度も声をかけてもらえなかった。道の言動に青春を強く感じて憧れを抱き、勇気を出して自分から駅伝部入部を願い出る。学力は高いが運動はかなり苦手。
戸部 繭（とべ まゆ）
1年B組。田鶴子の隣の席のツインテールの少女で、彼女のことはでんづると呼んでいる。勉強は苦手。アイドル志望でオーディションに何度も応募している。

### 横浜光嶺高校
横浜光嶺高校（よこはまこうりょうこうこう）は神奈川県屈指の駅伝強豪校で、宇賀神尚見の出身校でもある。略称はハマコー。陸上部3年は不作の年と言われている。
曽根 ありさ（そね ありさ）
陸上部1年生。既に長距離チームでも上位の実力で、即戦力とみなされている。道とは部活のロードランニング中に初めて出会い、その時は道を引き離す速さを見せた。当初はロングヘアだったが男子部員に髪が邪魔と言われ、自分で切ってショートヘアになった。
三島 伊織（みしま いおり）
陸上部2年生。男性のようにも見えるが女性。実力、リーダーシップとも部内トップクラス。江ノ島中学出身で陸上部のキャプテンだった。
キコ
陸上部2年生。目の下に隈がある小柄な少女。ラップタイムを正確に刻むことができる。長距離チームの主力メンバー。
翼（つばさ）
陸上部2年生。ヘアバンドをつけたショートヘアの少女。江ノ島中学出身で中2の時は亜美や伊織と共に駅伝の選手だったが、中3の全国中学校駅伝大会県予選では調子を落とし補欠だった。がんばって練習しているが伸び悩み気味で、実力は伊織やキコに劣る。
降旗 灯（ふるはた あかり）
陸上部1年生。バスケから陸上に転向したばかり。
田中丸（たなかまる）
宇賀神が在籍していた頃から陸上部の監督を務めている男性。道に宇賀神の過去を話し、彼女が10年前に区間新記録を出した時のたすきを託す。

### 江ノ島中学校
江ノ島中学校は陸上の強豪校で、横浜光嶺に進学する者も多い。3年前の全国中学校駅伝大会では3位に入った。藍田里央、新開亜美、三島伊織などの出身校。
花坂 みなみ（はなさか みなみ）
陸上部顧問だった体育教師の女性。あだなは花坂→花咲かじいさんの連想からジジイ。宇賀神に最初に走りを教えたという。亜美の1年生の時の担任で彼女が陸上を始めるきっかけとなったが、難病にかかり亜美が2年生の時に死去。

### その他の人物
遠矢 良太（とおや りょうた）
横浜光嶺高校陸上部OBで、宇賀神とは高校時代からの腐れ縁。観光客向けの人力車の車夫をしている。
鬼束（おにつか）
神奈川医科大学付属病院の医師。宇賀神が交通事故に遭った時の主治医だった。
坂巻 結夏（さかまき ゆか）
10年前の高校駅伝で宇賀神と首位争いをした選手。国際マラソンで銀メダルを取るなど活躍中。

## 書誌情報
- 坂本虹（原作）・桐原いづみ（作画） 『群青』スクウェア・エニックス〈ビッグガンガンコミックス〉、全5巻
  1. 2012年4月25日発売、ISBN 978-4-7575-3578-7
  2. 2012年11月24日発売、ISBN 978-4-7575-3800-9
  3. 2013年6月25日発売、ISBN 978-4-7575-3994-5
  4. 2014年1月25日発売、ISBN 978-4-7575-4214-3
  5. 2014年9月25日発売、ISBN 978-4-7575-4401-7